# Baraboo, Wisconsin
Baraboo là một thành phố thuộc quận Sauk, tiểu bang Wisconsin, Hoa Kỳ. Năm 2000, dân số của thành phố này là 10711 người.